# ジョン・テイラー (ニューヨーク州知事)

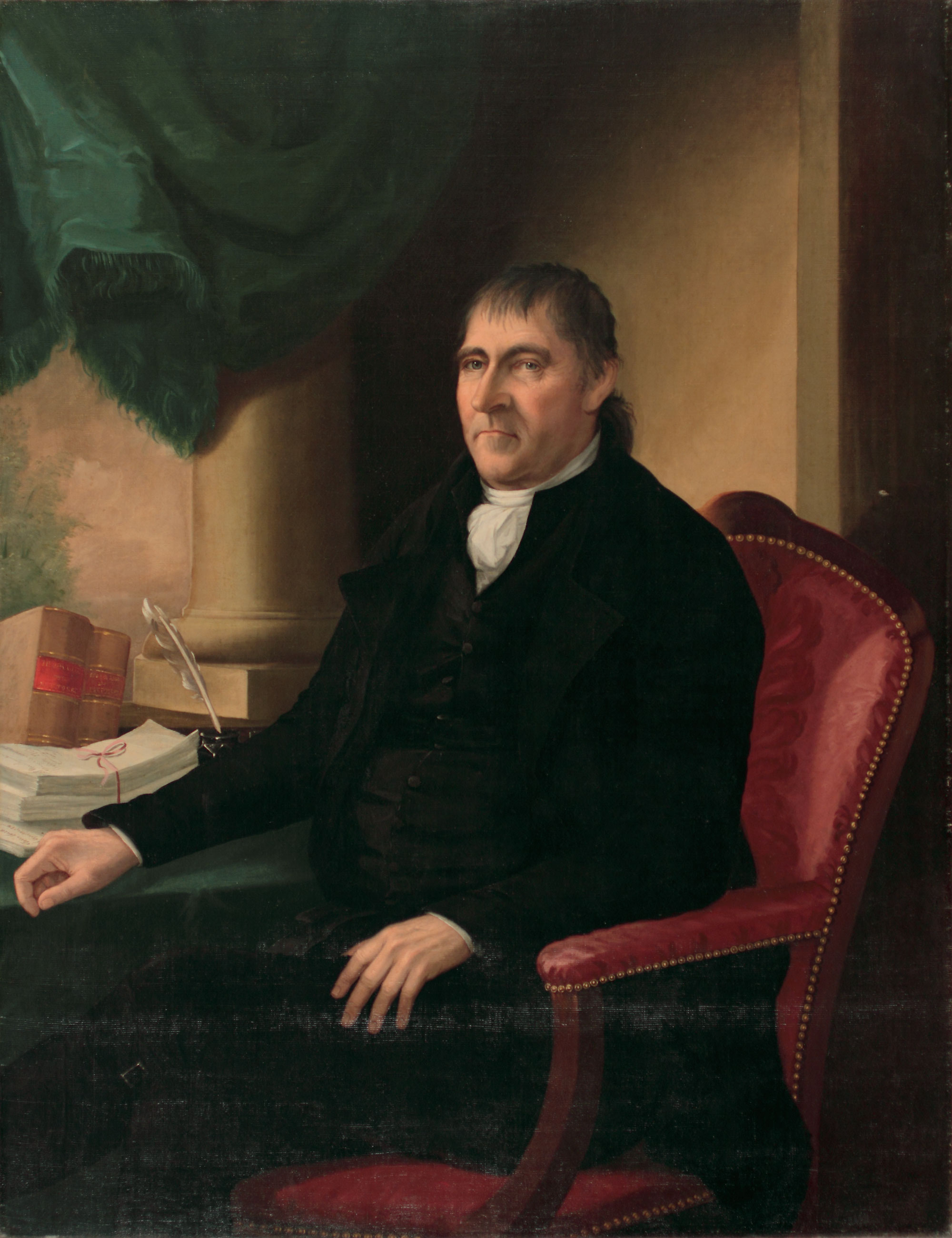
ジョン・テイラー

ジョン・テイラー （John Tayler, 1742年7月4日 - 1829年3月19日）は、アメリカ合衆国の実業家、政治家。長期間にわたってニューヨーク州副知事を務め、1817年に数ヶ月だけニューヨーク州知事を務めた。またニューヨーク州議会の上院および下院の両方の議員も務めた。

## 生涯
1742年、テイラーはニューヨーク市において誕生した。テイラーはイギリスの軍用地において商人として青年期を過ごした後、ニューヨーク州北部において農業経営と小売業を開始した。テイラーは1764年にマルガリータ・ヴァン・ヴォールクンバーグと結婚し、事業で大きな成功を収めた。テイラーはいくつもの企業を設立・買収し、大規模な不動産取引を行った。
やがてアメリカ独立戦争が勃発すると、テイラーの農場近くはサラトガの戦いの舞台となった。テイラーは大陸軍に食料や衣類を供給し、やがて独立を果たしたアメリカ合衆国から公共事業を引き受けるようになった。
テイラーは新設されたニューヨーク州議会にオールバニ郡の代表として参加し、3度にわたって下院議員を務めた。1度目は1777年から1779年まで、2度目は1780年から1781年まで、そして3度目は1785年から1787年までであった。その後1793年にテイラーはオールバニの法務官（いわゆる助役）に指名され、1797年には民事訴訟裁判所の裁判官に指名された。そしてテイラーは1802年から1813年までニューヨーク州上院議員を務め、1811年には上院議長も務めた。
1811年、テイラーはニューヨーク州副知事に選出され、また1813年にも再選された。テイラーはその後1822年まで、ダニエル・トンプキンズとデウィット・クリントンの下で同職を務めた。トンプキンズがジェームズ・モンローによりアメリカ合衆国副大統領に指名され辞職をしてから、クリントンが知事として選出されるまでの約4ヵ月間の知事不在期間には、知事代理も務めた。
1829年、テイラーはニューヨーク州オールバニにおいて死去した。テイラーの遺体は同州メナンズのオールバニ田園墓地に埋葬された。